# Days of Remembrance

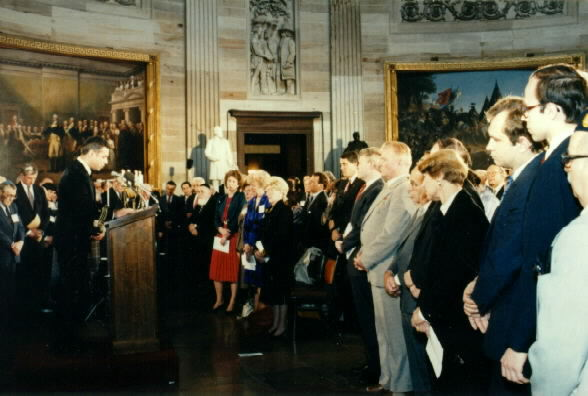
National Civic Commemoration, Holocaust Days of Remembrance, Capitol Rotunda (1987)

Mit den Days of Remembrance wird in den USA des Holocausts gedacht.
1978 verabschiedete der US-Kongress einen von Senator John Danforth eingebrachten Gesetzentwurf, der den 28. und 29. April 1979 zum Holocaustopfer-Gedenktag erklärte. Das Datum bezieht sich auf die Befreiung des Konzentrationslagers Dachau am 29. April 1945. Danforth wählte einen Tag mit US-amerikanischer Signifikanz, um die Feierlichkeiten im öffentlichen Raum sowie in Synagogen und Kirchen zugleich begehbar zu machen.
Die von Jimmy Carter eingesetzte U.S. Holocaust Memorial Commission empfahl ein Jahr später, diese Tage jährlich zu begehen, worauf es 1980 zu dem einstimmigen Kongressbeschluss kam, ein United States Holocaust Memorial Museum (USHMM) zu gründen und die Dauer der Feierlichkeiten auf eine Woche auszudehnen. Die Feiern werden vom Vorstand des USHMM finanziert.
Das Datum der Days of Remembrance ist nicht fest, sondern lehnt sich an den israelischen Gedenktag Jom haScho’a an. Dieser ist am 27. Nisan, dem siebten Monat des jüdischen Kalenders – nach gregorianischem Kalender beispielsweise 2006 der 25. April, 2007 der 15. April und 2008 der 2. Mai. Die Days of Remembrance beginnen jeweils am Sonntag vor diesem Datum und enden am darauffolgenden Sonntag.